# Jaugila
Jaugila – rzeka na Litwie, o długości 33,2 km. Średni przepływ rzeki wynosi 0,32 m³/s. Średnie nachylenie wynosi 189 cm/km. Powierzchnia zlewni wynosi 61,8 km²
Rozpoczyna się w wiosce Jaugiliai, 4 km na północ od Kroków. Uchodzi do Smilgi, niedaleko Bartkūniškiai.